# Schloss Neuwied

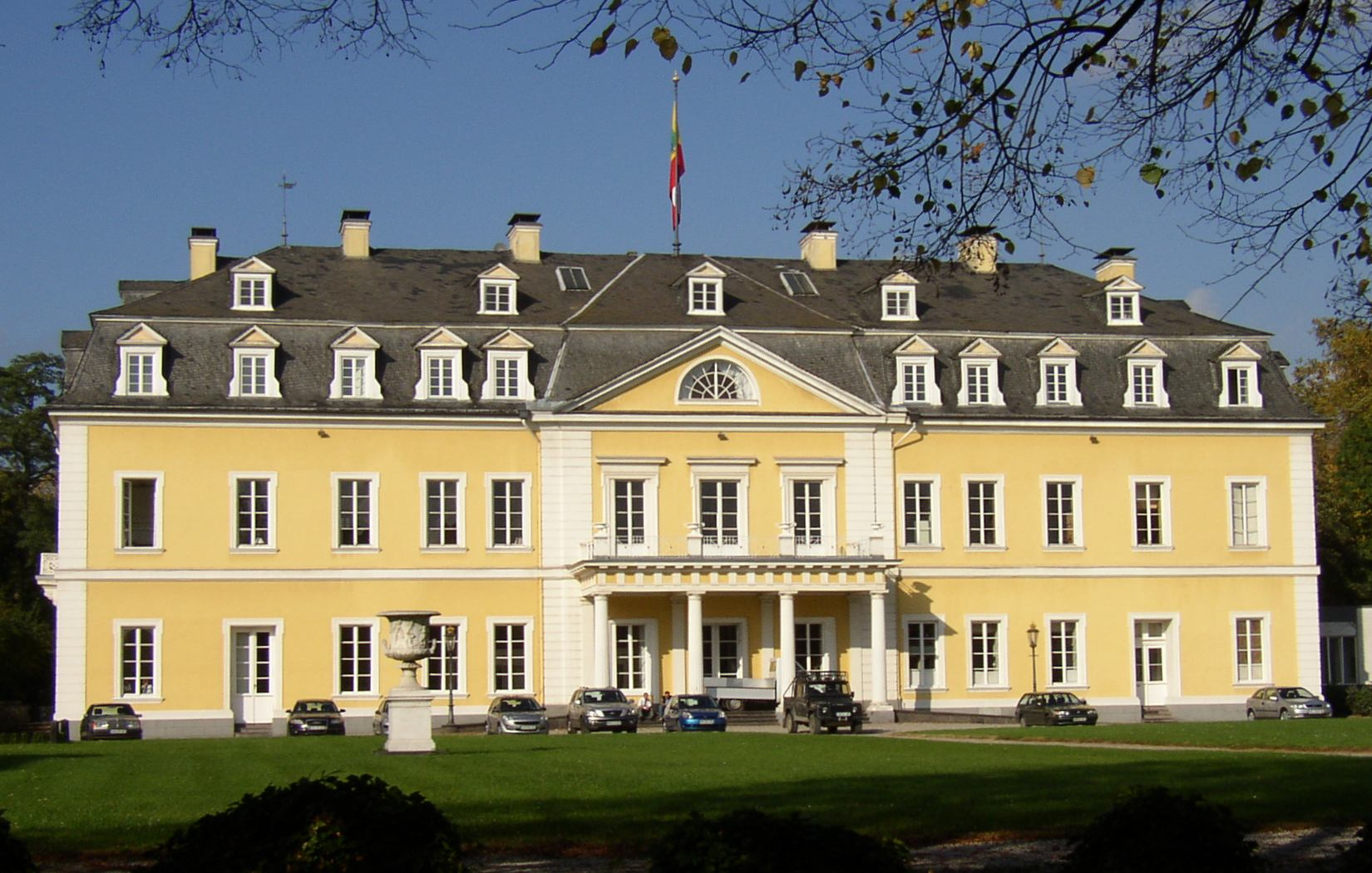
Residenzschloss der Fürsten zu Wied

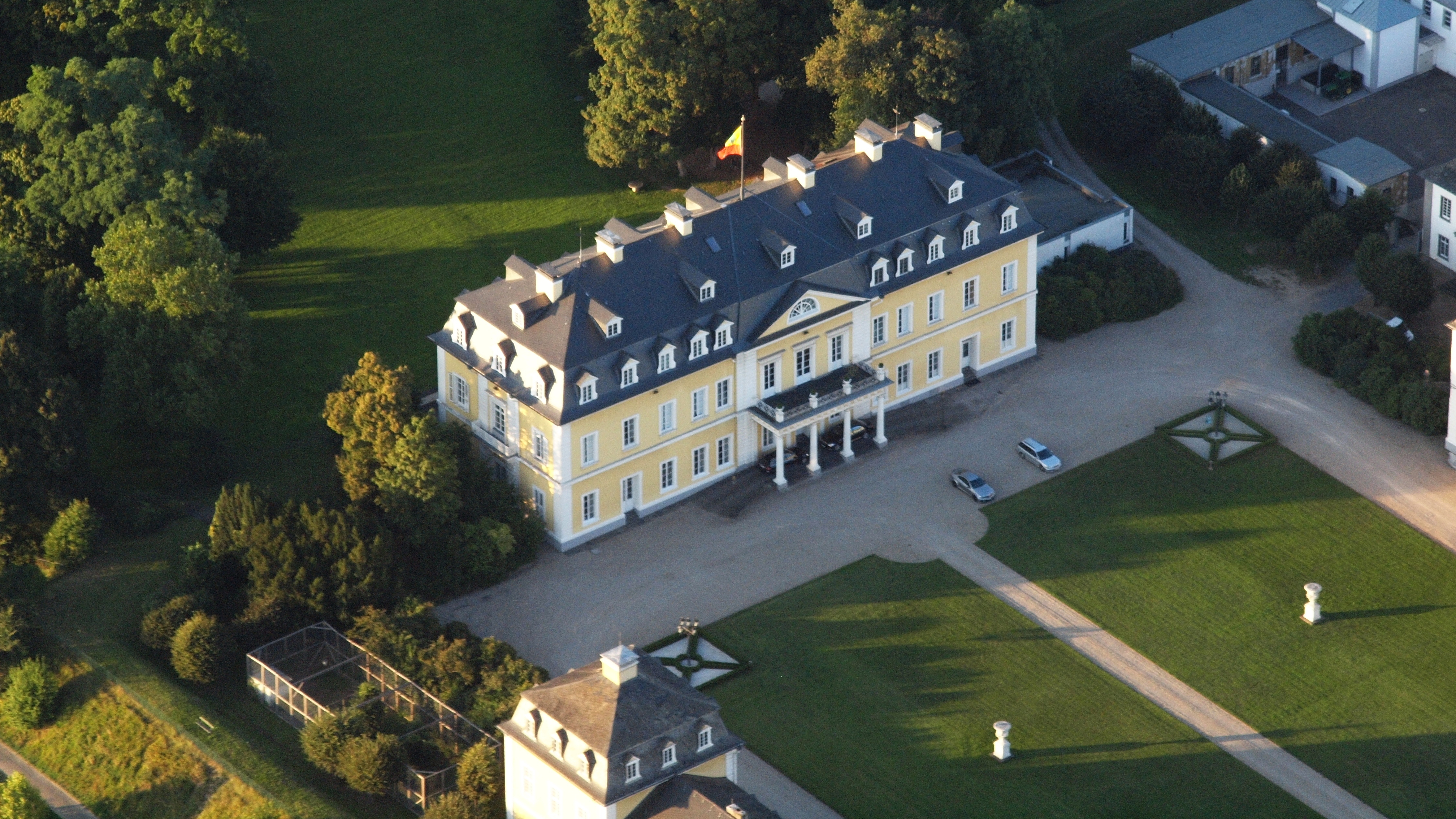
Schloss Neuwied

Schloss Neuwied ist das ehemalige Residenzschloss der Grafen und Fürsten zu Wied in Neuwied, einer Kreisstadt im nördlichen Rheinland-Pfalz. Bis 1806 war das Schloss Regierungssitz des Fürstentums Wied. Das Schloss liegt im nördlichen Teil der Innenstadt von Neuwied in unmittelbarer Nähe des Rheinufers und südlich der Mündung des Flusses Wied in den Rhein.
Das Schloss Neuwied ist ein geschütztes Kulturgut nach der Haager Konvention.

## Geschichte

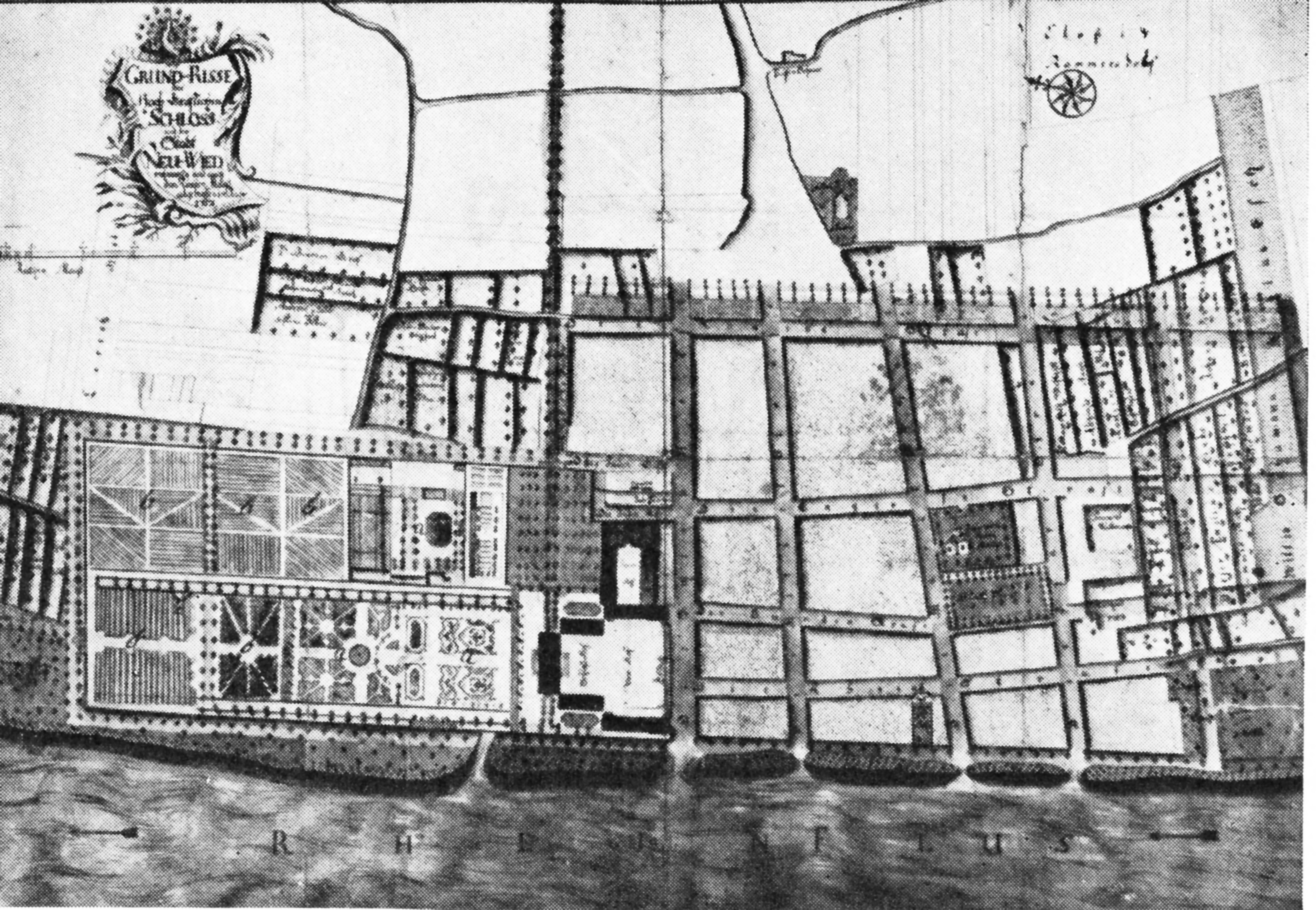
Stadtplan 1751, links das Schloss mit Parkanlage

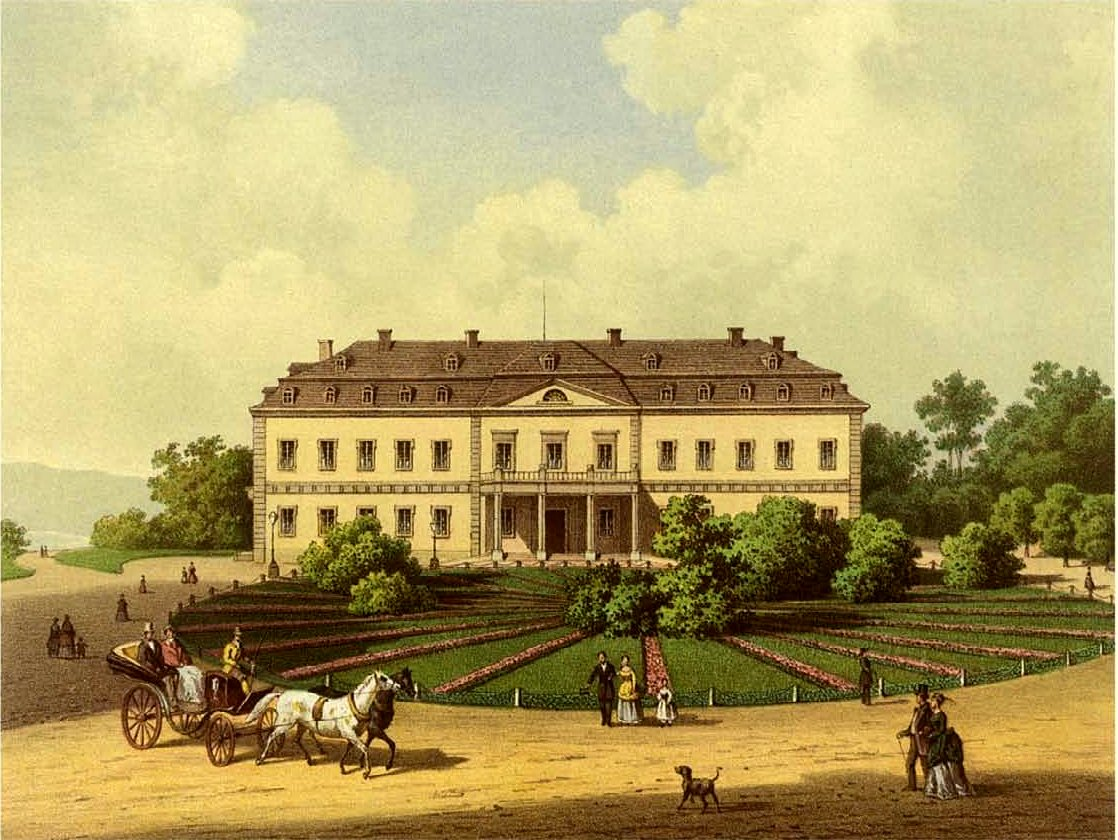
Schloss Neuwied um 1860, Sammlung Alexander Duncker

Vor dem Bau des Schlosses in Neuwied hatten die Grafen zu Wied über 500 Jahre lang ihren Stammsitz auf Burg Altwied im Wiedtal. Weil inzwischen die Bausubstanz der Burg Wied, wie sie damals noch genannt wurde, baufällig zu werden begann und die Burg und deren Lage den Erfordernissen der beginnenden Neuzeit in militärischer und wirtschaftlicher Hinsicht nicht mehr genügte, beschloss Mitte des 17. Jahrhunderts Graf Friedrich III. zu Wied direkt am Rheinufer eine neue Stadt zu gründen und seinen Herrschaftssitz dorthin zu verlegen.
Zunächst begann er 1648 mit dem Bau des Schlosses Friedrichstein im heutigen Neuwieder Stadtteil Fahr und einer kleinen Festung in Langendorf, die er „Neuenwied“ nannte und bereits mit Schloss bezeichnet wurde. Das Dorf Langendorf wurde im Dreißigjährigen Krieg weitgehend zerstört. Gleichzeitig ließ er von Kaiser Ferdinand III. die bereits 1357 für Nordhofen im Westerwald gewährten, aber dort nicht verwirklichten Stadtrechte auf die neue Siedlung Neuwied übertragen (1653).
Trotz seiner Befestigung wurde dieser erste Bau durch französische Truppen im Pfälzischen Erbfolgekrieg 1694 in Brand gesteckt und zerstört.
Nach Plänen des nassau-weilburgischen Baumeisters Julius Ludwig Rothweil wurde um 1706 von Graf Friedrich Wilhelm damit begonnen, die Residenz neu zu bauen. Fertiggestellt wurde sie erst in den Jahren von 1748 bis 1756 unter Karl Behaghel von Adlerskron aus Frankfurt, der ab 1757 auch die nahe gelegene wiedische Sommerresidenz Schloss Monrepos baute.
Die Baupläne Rothweils sahen eine im deutschen Barock beliebte Hufeisenanlage nach dem Vorbild von Versailles vor. Die in der ersten Planung vorgesehenen Verbindungsbauten wurden jedoch nicht ausgeführt, so dass drei selbständige Gebäude um den Schlossinnenhof entstanden sind.
Der Außenbau des Hauptgebäudes (Corps de Logis) wurde 1711 vollendet, der Innenausbau 1713. Gleichzeitig wurde mit dem Bau der beiden Flügelbauten begonnen, die aber erst rund 40 Jahre später fertiggestellt wurden. Das Treppenhaus, das obere Vestibül und der Festsaal wurden 1714 bis 1715 von Giovanni Battista Genone und Eugenio Castelli stuckiert. Die Tordurchfahrt und die beiden Wachhäuschen wurden in den Jahren 1719 und 1720 gebaut. Die Löwen mit dem Wappen über der Tordurchfahrt stammen aus der Mitte des 18. Jahrhunderts.

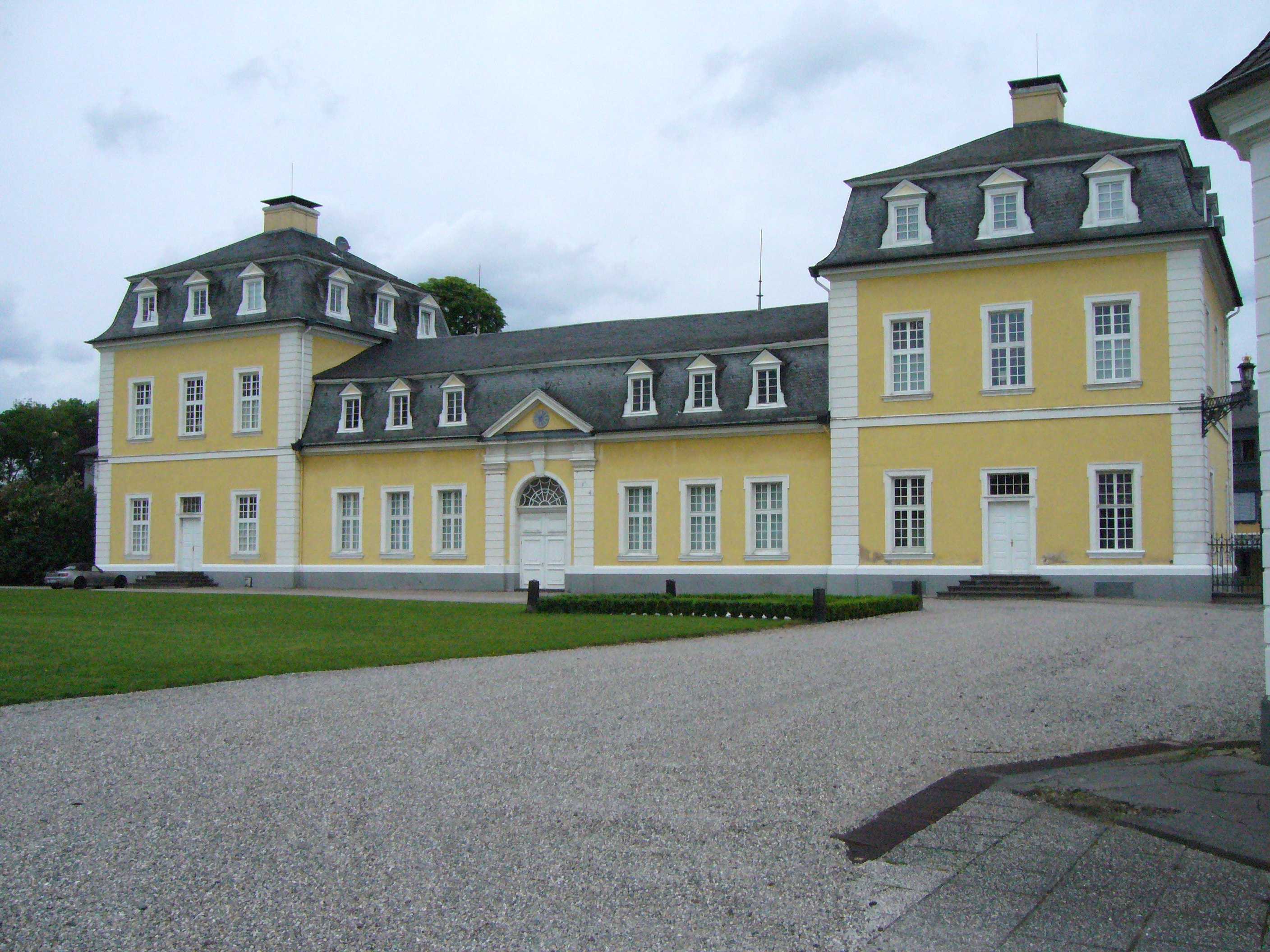
Rechter Seitenflügel, 1948 teilweise zerstört

In den Jahren 1869 bis 1873 wurde das Hauptgebäude erneuert, am Außenbau in den Formen Rothweils, innen zum Teil in neubarocken Formen. Das den Ehrenhof abschließende Eisengitter stammt aus dem Jahr 1887.
In den Seitenflügeln waren Wirtschafts- und Lagerräume, Küche, Waschhaus, Kelterei und Marstall untergebracht.
Am 10. September 1948 zerstörte ein Feuer den Mittelteil des rechten Seitenbaus, in dem die Rentkammer, die Küche, die Bibliothek und das Fürstlich-Wiedische Archiv untergebracht waren. Es verbrannten Einrichtungsgegenstände und mehrere Galawagen der fürstlichen Familie. Im Sommer 1949 konnte in dem neu aufgebauten Mittelflügel die Arbeit wieder aufgenommen werden. Zu Beginn der 1980er Jahre wandte sich Friedrich Wilhelm zu Wied mit dem Auftrag zur Herstellung von schmiedeeisernen Lampen am Schloss Neuwied an den Neuwieder Künstler Klaus Rudolf Werhand.
Schlosspark
Im Jahr 1715 wurde in Verlängerung der Schlossachse und parallel zum Rhein ein symmetrischer Barockgarten nach Plänen des Behagel von Adlerskron angelegt.
Während der Regierungszeit von Fürst Friedrich Karl zu Wied (1791–1802) wurde der Park nach Art der englischen Landschaftsgärten umgestaltet. Es wurden auch viele exotische Gewächse angepflanzt, die von Prinz Maximilian zu Wieds Amerikareisen stammen dürften. Man könnte den Park auch als Arboretum bezeichnen. Nun dehnte der Park sich auf einer Fläche von 24 Hektar bis zur Wiedmündung aus. 1870 wurde er unter Beratung des Muskauer Gartendirektors Eduard Petzold umgestaltet.

## Anlage

### Schloss

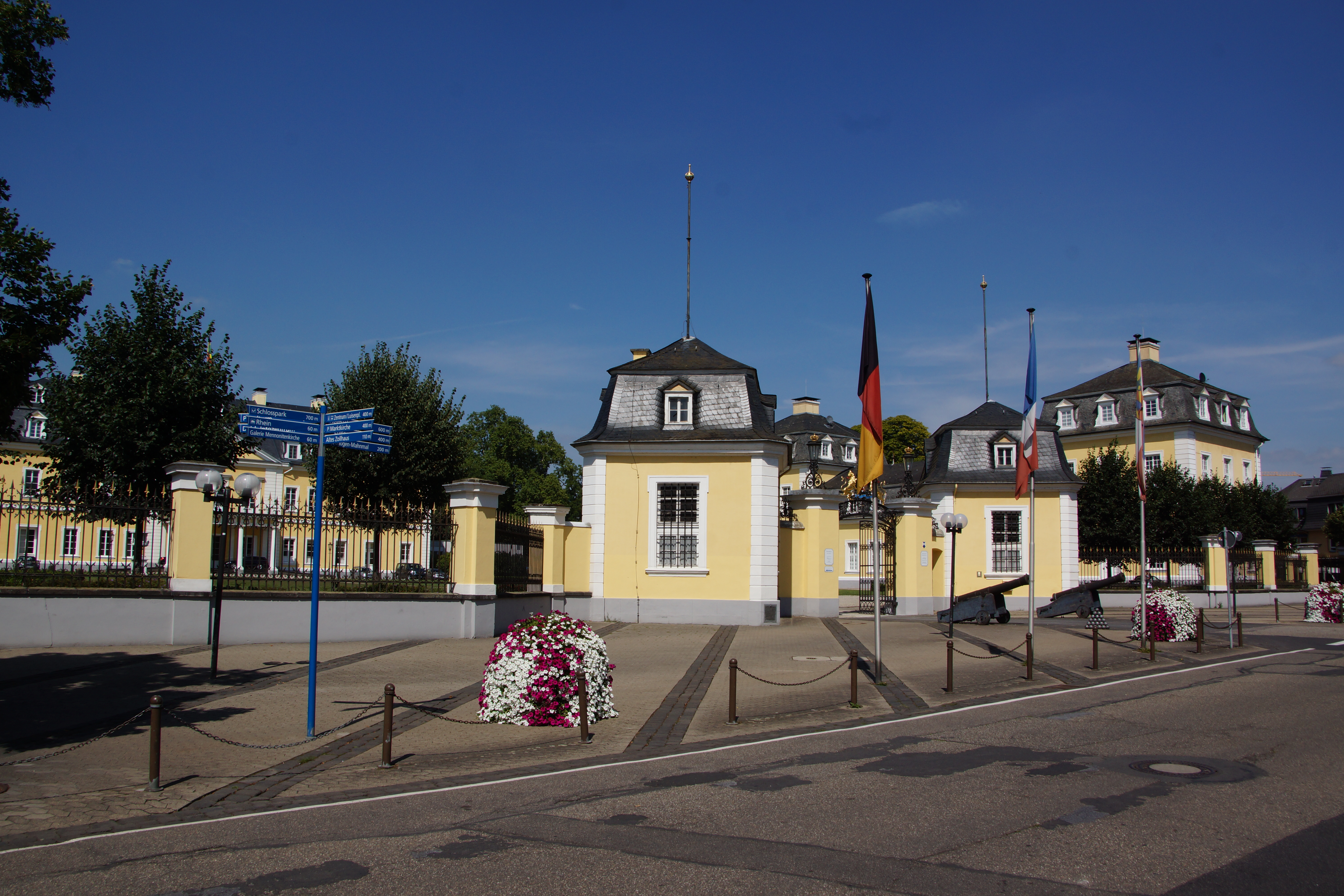
Eingang zum Schloss

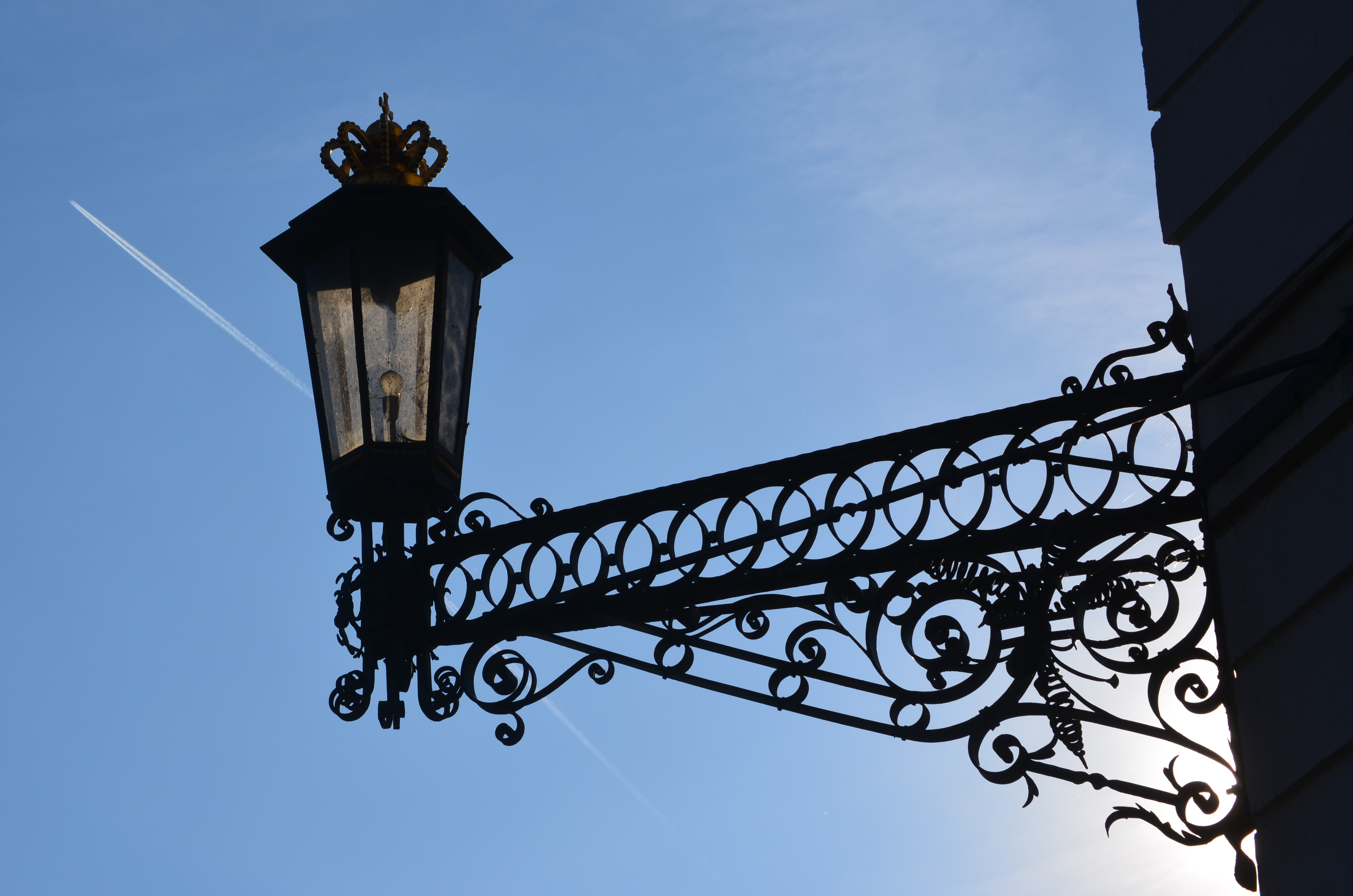
Lampen am Schloss Neuwied vom Kunstschmied Klaus Rudolf Werhand

Das Schloss ist als offene Dreiflügelanlage auf die Stadt ausgerichtet. Das Hauptgebäude ist ein zweigeschossiger, breitlagernder Bau mit Mansarddach und war ursprünglich von einem Dachreiter gekrönt. Die Hoffront besteht aus einem  giebelbekrönten Mittelrisalit mit drei Achsen und schlichten fünfachsigen Seitenteilen, gequaderten Ecklisenen und ein um den ganzen Bau verkröpftes Kaffgesims. Der Hauptbalkon ist über vier dorischen Säulen errichtet.
Die senkrecht zum Hauptbau isoliert stehenden, schlichten Nebentrakte, bestehen je aus einem einstöckigen, siebenachsigen Mittelteil, das von zweistöckigen, dreiachsigen Eckpavillons flankiert ist. Alle Teile besitzen Mansarddächer.
Nach Süden hin ist der Ehrenhof von einem Eisengitter abgeschlossen. Die Tordurchfahrt in der Mitte wird von zwei quadratischen, überdeckten Wachhäuschen flankiert. Vor dem Eingang stehen zwei Kanonen.
Das Treppenhaus mit offenen Arkaden führt zum oberen Vestibül; an den Volutendecken Stuckfiguren der Jahreszeiten und Reliefs von vier Tugenden. Der zweigeschossige, rechteckige Festsaal geht im oberen Teil durch ganz herumgeführte Balkons in ein Achteck über.

### Schlosspark
Zwischen dem Schloss und der Mündung der Wied in den Rhein wurden mit Beginn des Schlossbaues die damaligen Weinfelder in einen französischen Garten mit Fasanerie umgestaltet. Dieser war ungefähr 6 Hektar groß und durch einen Damm und Aufschüttungen gegen Hochwasser geschützt. Der Garten war von einer Mauer umgeben und durch zweireihige Baumzeilen in rechteckige Zierbeete, Bosketten und Wegesterne gegliedert. Weiter landeinwärts gab es einen Küchengarten. Unter Graf Johann Friedrich Alexander wurde der Park weiter ausgebaut. Volieren, Springbrunnen, Grotten und eine Fasanerie vervollständigten die Anlage.

## Heutige Nutzung
Das Schloss ist Wohnsitz der Familie zu Wied und Verwaltungsgebäude für deren Besitzungen. Schloss und das Schlossgelände sind nicht öffentlich zugänglich. Eine Außenbesichtigung ist insoweit möglich, als das Schloss von der vorbeiführenden Durchgangsstraße und von dem am Rhein entlang führenden Deich gut gesehen werden kann. Der größte Teil des Schlossparks ist öffentlich zugänglich.